# Antigonish (Nouvelle-Écosse)
Pour les articles homonymes, voir Antigonish.
Antigonish (en gaélique écossais: Am Baile Mór) est une ville située dans la province canadienne de Nouvelle-Écosse. Au recensement de 2011, on y a dénombré 4 524 habitants.
La ville est fondée en 1889. On y trouve l’Université Saint-Francis-Xavier.

## Mouvement d'Antigonish
À Antigonish, dans les années 1920, est né un mouvement catholique libéral, appelé Mouvement d'Antigonish, pour venir en aide à la communauté après des années de misère dans les pêches et les mines. Dirigé par Moses Coady, il préconisait l'éducation des adultes et la création de coopératives de crédit, de vente de poisson, de vente au détail, de construction domiciliaire et de mise en marché de produits agricoles.

## Démographie
| 2001  | 2006  | 2011  | 2016  |
| ----- | ----- | ----- | ----- |
| 4 754 | 4 236 | 4 524 | 4 364 |

## Personnalités
- Craig MacDonald (1977-), joueur professionnel de hockey sur glace
- Stephen McHattie (1947-), acteur
- Sandy Silver (1969), premier ministre du Yukon
- Ernest John Revell (1934-2017), érudit, expert en hébreu biblique, est mort à Antigonish
- Ashley MacIsaac (1975-), violoniste
- Colin Francis MacKinnon (1811-1879), évêque
- Sœurs de Sainte Marthe, liées à l'histoire de la région
- August Ames (1994-2017), actrice pornographique